# Alpaida santosi
Alpaida santosi là một loài nhện trong họ Araneidae.
Loài này thuộc chi Alpaida. Alpaida santosi được Herbert Walter Levi miêu tả năm 1988.